# Schonstett
Schonstett è un comune tedesco di 1 205 abitanti, situato nel land della Baviera.